# Thomas Thomson (chimiste)
Pour les articles homonymes, voir Thomas Thomson (homonymie) et Thomson.
Thomas Thomson né le 12 avril 1773 et décédé le 2 juillet 1852 est un chimiste et un médecin écossais, notamment connu pour son élaboration d'un modèle rudimentaire de l'atome.
En 1795, il commence à étudier la médecine à Édimbourg, tout en assistant aux conférences de chimie de Joseph Black et obtient son diplôme de docteur en médecine en 1799.
Il est le père de Thomas Thomson, botaniste écossais. Il compare l'atome au plum pudding (gâteau anglais constitué de fruits secs) : le gâteau représente l'atmosphère et les fruits secs représentent les corpuscules (électrons).

## Minéralogie
Il a décrit quelques espèces minérales :
- killinite : synonyme de spodumène ;
- raphilite : synonyme de trémolite.

Une espèce minérale lui a été dédiée, la thomsonite.

## Publications (section en anglais)
- Survey of Chemistry (1802)
- The Elements of Chemistry (1810)
- History of the Royal Society, from its institution to the end of the eighteenth century (1812)
- An Attempt to Establish the First Principles of Chemistry by Experiment (1825)
- History of Chemistry (1830)
- A System of Chemistry of Inorganic Bodies (1831). Traduction Francais du 3eme edition en 5 volumes par J. Riffault (1807) avec une introduction par C. L.	Berthollet .
- Chemistry of Animal Bodies (1843)